# Salez
Salez ist eine Ortschaft und eine eigene Ortsgemeinde in der politischen Gemeinde Sennwald im Kanton St. Gallen in der Schweiz. Salez liegt in der Rheintalebene und bildete bis zum 31. Dezember 2014 zusammen mit Haag die Kirchgemeinde Salez-Haag; heute zusammengeschlossen in der Kirchgemeinde Sennwald. In Salez befindet sich das Landwirtschaftliche Zentrum Salez des Kantons St. Gallen sowie die kantonale Strafanstalt Saxerriet.

## Geschichte
Das frühbronzezeitliche Beilklingendepot von Salez weist vermutlich auf eine Rheinfurt hin. Das im Frühmittelalter von den Rätoromanen besiedelte Gebiet war ab 1193 im Besitz der Freiherren von Sax. Salez gehörte 1517 zur Herrschaft Sax-Forstegg und 1615 bis 1798 zur gleichnamigen Landvogtei der Stadt Zürich. Salez war ursprünglich nach Bendern pfarrgenössig. Um 1504 liessen die Salezer eine eigene Kirche erbauen. 1512 erhielt Salez eine eigene Pfarrei. 1565 setzte sich die Reformation in Salez und 1637 in Haag durch.
Die Bevölkerung lebte vor 1800 von der Rinder- und Pferdezucht, vom Textilgewerbe sowie den Berufen rund um den Warenverkehr (Wagner, Schmiede, Sattler …). Eine grosse Bedeutung hatten die Salezer Vieh- und Warenmärkte; vor allem der Pferdemarkt gehörte im 18. und 19. Jahrhundert zu den bedeutenden in der Ostschweiz. Der Transitverkehr war wichtig; in Salez gab es eine grosse Sust, eine Stapelstelle für den Salzhandel sowie die Rheinfähre Salez-Ruggell. Salez litt im 18. und 19. Jahrhundert unter den Rheinüberschwemmungen. 1862 bis 1883 erfolgte die Rheinkorrektion. Die Landwirtschaft gewann dank der Entsumpfung des Saxerriets 1917–1928 und der Gesamtmelioration 1972–1996 zusätzliche Flächen. 1925 siedelten sich die Strafanstalt Saxerriet und 1977 die kantonale Landwirtschaftliche Schule Rheinhof an.

## Verkehr
Salez liegt an der Hauptstrasse St. Margrethen–Sargans unweit des Anschlusses Sennwald der Autobahn A13. Der Ort hat mit Salez-Sennwald einen Bahnhof an der SBB-Strecke St. Gallen–Chur. Zusätzlich wird Salez von der Linie Buchs–Altstätten des Rheintalbus im Halbstundentakt erschlossen.

## Sehenswürdigkeiten
Salez hat eine kleine evangelische Kirche und mit dem Gasthaus Löwen eine spätmittelalterliche Gastwirtschaft. In der Nähe des Bahnhofs Salez-Sennwald befindet sich das historische Zehntenhaus, dessen Ursprünge ins 16. und frühe 17. Jahrhundert zurückreichen. In Richtung Sennwald erheben sich hinter dem Weiler Schlossfeld die Überreste der Burg Forstegg. Heute noch gut erhalten ist das ehemalige Zeughaus aus dem frühen 17. Jahrhundert. Auf dem Schloss Forstegg wirkten die Freiherren von Hohensax und von 1615 bis 1798 zürcherische Landvögte.